# Děrný štítek 90sloupcový

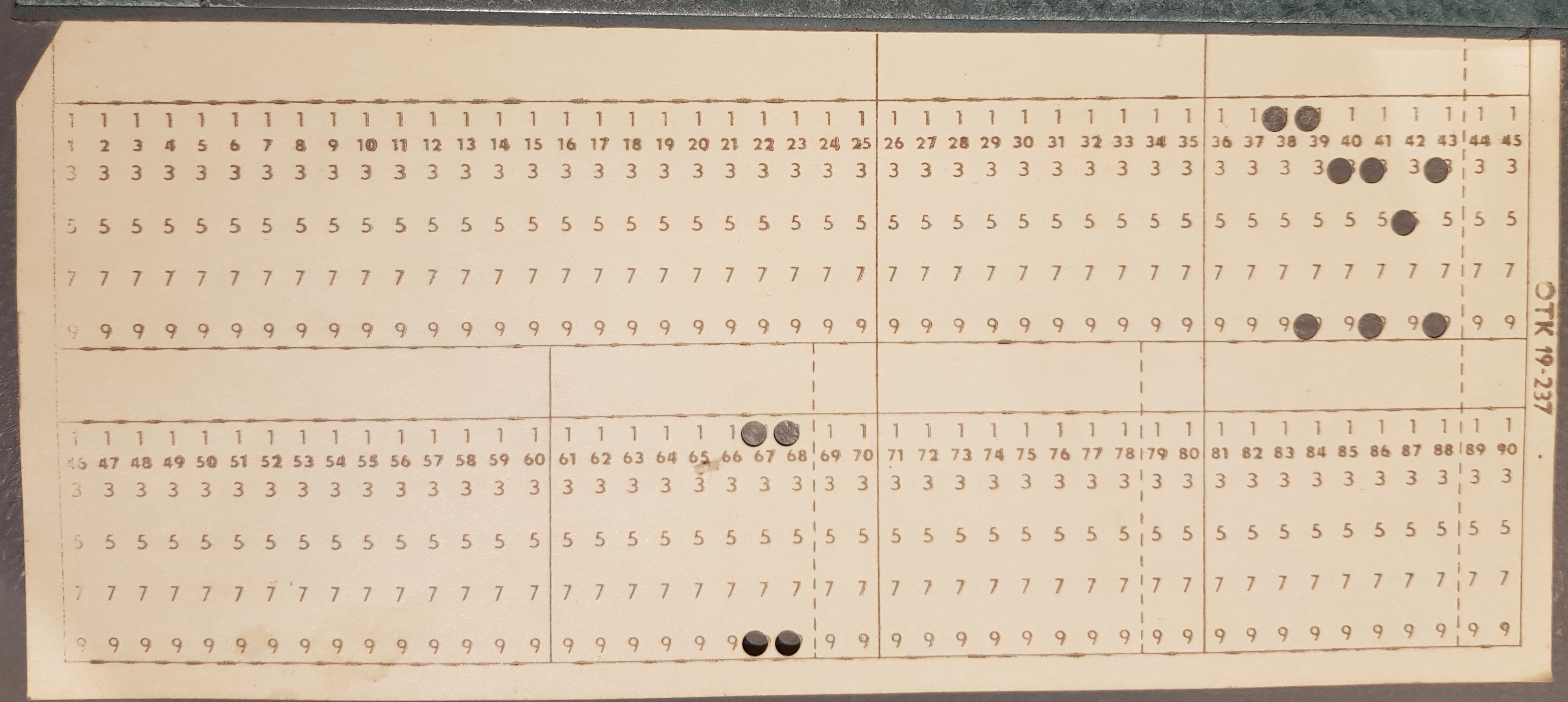
Příklad 90sloupcového děrného štítku

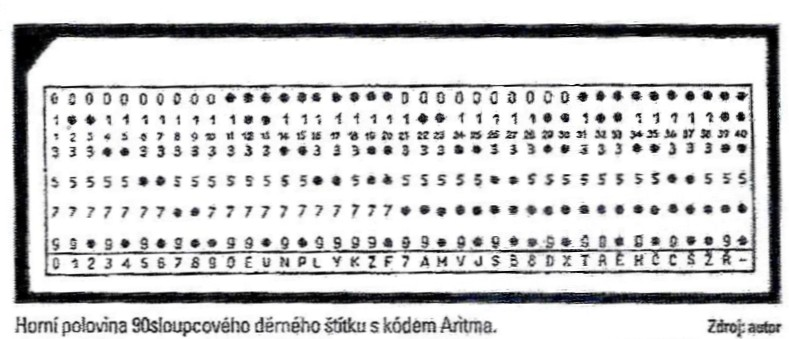
Děrný štítek 90slooupcový s kódy abecedy

Děrný štítek 90sloupcový byla varianta děrného štítku se stejnými rozměry jako 80sloupcový, ale jeho členění bylo jiné.

## Charakteristika
Byl rozdělen horizontálně na 45 sloupců v horní a 45 sloupců v dolní polovině. Byly děrovány jen liché číslice 1, 3, 5, 7 a 9; sudé číslice byly kódovány kulatými dírkami v nižší liché a v devítce. Tedy 2 byla kódována jako 1 a 9, 4 jako 3 a 9 atd. Bylo možno zadávat i záporné číslice vyděrovaným otvorem nad jedničkou. Dalším vývojem pak byla kódována i abeceda.
Tento systém záznamu a dalšího zpracování vyvinul Výzkumný ústav matematických strojů (VÚMS) ve spolupráci s českou firmou Aritma Vokovice počátkem sedmdesátých let dvacátého století. Ta vyráběla i děrnoštítkový stroj DP100 na zpracování dat převážně ekonomických úloh, jako je účetnictví či mzdy.
Exemplář 90sloupcového děrného štítku se nachází v expozici výpočetní techniky v suterénu Technického muzea v Brně. V horní polovině tohoto štítku od sloupce 38 jsou postupně vyděrovány hodnoty 1, 2, 3, 4, 5 a 4, v dolní polovině jsou pak ve sloupcích 67 a 68 hodnoty 2.